# 벳토 가오루
벳토 가오루(일본어: 別当 薫, 1920년 8월 23일 ~ 1999년 4월 16일)는 일본의 전 프로 야구 선수이자 야구 지도자, 야구 해설가·평론가이다.
현역 시절 오사카 타이거스와 마이니치 오리온스에서 활약했고 은퇴 후에는 마이니치 오리온스·다이마이 오리온스, 긴테쓰 버펄로스, 다이요 웨일스, 히로시마 도요 카프 등에서 감독을 맡았다.

## 인물
효고현 니시노미야시 출신으로 게이오기주쿠 대학 시절 도쿄 지역 6개 대학 야구팀으로 구성된 도쿄 6대학 야구 연맹 춘계 리그에 출전, 당시 사상 최고 타율인 5할을 기록하여 타격왕에 오르기도 했다. 1947년 게이오기주쿠 대학 졸업 후 오사카 타이거스에 입단하여 2년간 활동하였으며, 1950년에 기존의 단일 리그에서 센트럴 리그·퍼시픽 리그라는 양대 리그가 출범하여 퍼시픽 리그 팀인 마이니치 오리온스에 이적, 1950년 시즌 3할 3푼 5리의 타율과 43개의 홈런, 105타점을 기록하여 홈런왕과 타점왕을 석권, 동시에 리그 MVP를 차지하였다. 이 후 양대 리그가 출범한 같은 해에 일본 시리즈라는 경기가 도입이 되어 센트럴 리그 우승 팀인 쇼치쿠 로빈스와의 맞대결에서 팀이 우승함과 동시에 일본 시리즈 초대 MVP에 선정됐다.
1952년에 헤이와다이 사건이 일어난 직후 유아사 요시오 총감독과 와카바야시 다다시 감독이 경질되면서 감독 대행으로 활동, 1954년부터 1957년까지 4년간 선수 겸 감독으로 지냈으며, 1957년을 마지막으로 선수 생활을 은퇴해 감독으로 활동했지만 1959년에 감독직을 사임했다. 1962년 ~ 1964년에는 긴테쓰 버펄로스 감독, 1968년 ~ 1972년 다이요 웨일스 감독, 1973년 히로시마 도요 카프 감독, 1977년 ~ 1979년 다이요 웨일스·요코하마 다이요 웨일스의 감독으로 지내는 등 현역 은퇴 이후 여러팀에서 지도자 생활을 하였다.
마이니치(다이마이) 이외는 중하위권에 머물고 있는 구단을 지휘하는 사정도 있어 단 한번도 팀 우승을 이끌지는 못했지만 마이니치에서는 야마우치 가즈히로, 에노모토 기하치, 긴테쓰에서는 도이 마사히로, 다이요에서는 다시로 도미오 등 수많은 타자들을 양성해서 길렀다. 그리고 감독으로서 통산 1000승 이상을 달성하면서도 우승 경험이 없는 사례는 벳토가 유일하다.
1980년부터 다이요 구단의 상무 이사와 구단 대표를 역임했고 1988년에 나가시마 시게오, 가네다 마사이치, 니시모토 유키오 등과 함께 일본 야구 명예의 전당에 헌액됐다. 1999년 4월 16일에 급성 심부전으로 투병 생활을 하다가 향년 78세의 나이로 사망했다.

## 상세 정보

### 출신 학교
- 고요 중학교(현재의 고요가쿠인 중학교·고등학교)
- 게이오기주쿠 대학

### 선수 경력
- 젠오사카
- 오사카 타이거스(1948년 ~ 1949년)
- 마이니치 오리온스(1950년 ~ 1957년)

### 지도자·기타 경력
- 마이니치 오리온스 감독 대행(1952년)
- 마이니치 오리온스·다이마이 오리온스 감독(1954년 ~ 1959년) ※1954년 ~ 1957년은 선수 겸임.
- 긴테쓰 버펄로스 감독(1962년 ~ 1964년)
- 다이요 웨일스 감독(1968년 ~ 1972년)
- 히로시마 도요 카프 감독(1973년)
- 다이요 웨일스·요코하마 다이요 웨일스 감독(1977년 ~ 1979년)

### 수상·타이틀 경력

#### 타이틀
- 홈런왕 : 1회(1950년)
- 타점왕 : 1회(1950년)
- 최다 안타(당시는 타이틀은 아님) : 1회(1950년) ※1994년부터 타이틀로 제정됨.

#### 수상
- MVP : 1회(1950년)
- 베스트 나인 : 6회(1948년 ~ 1953년)
- 일본 시리즈 MVP : 1회(1950년)
- 일본 야구 명예의 전당 헌액자(1988년)

### 개인 기록
- 1이닝 3도루(1951년 7월 26일)[1]
- 올스타전 출장 : 5회(1951년 ~ 1955년)

### 등번호
- 25(1948년 ~ 1956년)
- 50(1957년 ~ 1959년, 1977년 ~ 1979년)
- 35(1962년 ~ 1964년)
- 52(1967년 ~ 1972년)
- 51(1973년)

### 연도별 타격 성적
| 연 도       | 소 속       | 경 기 | 타 석 | 타 수 | 득 점 | 안 타 | 2 루 타 | 3 루 타 | 홈 런 | 루 타 | 타 점 | 도 루 | 도 루 자 | 희 생 번 | 희 생 플 | 볼 넷 | 고 4 | 사 구 | 삼 진 | 병 살 타 | 타 율 | 출 루 율 | 장 타 율 | O P S |
| ----------- | ----------- | ----- | ----- | ----- | ----- | ----- | ------- | ------- | ----- | ----- | ----- | ----- | -------- | -------- | -------- | ----- | ---- | ----- | ----- | -------- | ----- | -------- | -------- | ----- |
| 1948년      | 오사카      | 89    | 377   | 348   | 67    | 114   | 19      | 4       | 13    | 180   | 57    | 16    | 5        | 0        | --       | 29    | --   | 0     | 17    | --       | .328  | .379     | .517     | .897  |
| 1949년      | 오사카      | 137   | 622   | 572   | 129   | 184   | 28      | 6       | 39    | 341   | 126   | 13    | 2        | 0        | --       | 48    | --   | 2     | 44    | --       | .322  | .376     | .596     | .972  |
| 1950년      | 마이니치    | 120   | 526   | 477   | 108   | 160   | 23      | 4       | 43    | 320   | 105   | 34    | 7        | 0        | --       | 49    | --   | 0     | 36    | 15       | .335  | .397     | .671     | 1.068 |
| 1951년      | 마이니치    | 108   | 444   | 398   | 77    | 123   | 23      | 7       | 16    | 208   | 67    | 22    | 9        | 1        | --       | 44    | --   | 1     | 38    | 15       | .309  | .379     | .523     | .902  |
| 1952년      | 마이니치    | 120   | 513   | 456   | 93    | 127   | 26      | 10      | 18    | 227   | 67    | 40    | 13       | 1        | --       | 56    | --   | 0     | 30    | 17       | .279  | .357     | .498     | .855  |
| 1953년      | 마이니치    | 82    | 312   | 279   | 38    | 85    | 16      | 4       | 11    | 142   | 48    | 14    | 9        | 0        | --       | 33    | --   | 0     | 18    | 11       | .305  | .378     | .509     | .887  |
| 1954년      | 마이니치    | 108   | 370   | 339   | 51    | 84    | 15      | 2       | 11    | 136   | 45    | 34    | 6        | 3        | 0        | 27    | --   | 1     | 40    | 6        | .248  | .305     | .401     | .706  |
| 1955년      | 마이니치    | 73    | 265   | 239   | 35    | 66    | 15      | 1       | 4     | 95    | 24    | 9     | 9        | 2        | 1        | 23    | 4    | 0     | 15    | 3        | .276  | .340     | .397     | .737  |
| 1956년      | 마이니치    | 50    | 93    | 80    | 9     | 22    | 5       | 0       | 0     | 27    | 10    | 4     | 5        | 1        | 3        | 9     | 0    | 0     | 15    | 1        | .275  | .348     | .338     | .686  |
| 1957년      | 마이니치    | 4     | 3     | 3     | 0     | 0     | 0       | 0       | 0     | 0     | 0     | 0     | 0        | 0        | 0        | 0     | 0    | 0     | 1     | 1        | .000  | .000     | .000     | .000  |
| 통산 : 10년 | 통산 : 10년 | 891   | 3525  | 3191  | 607   | 965   | 170     | 38      | 155   | 1676  | 549   | 186   | 65       | 8        | 4        | 318   | 4    | 4     | 254   | 69       | .302  | .366     | .525     | .892  |

- 굵은 글씨는 시즌 최고 성적.

### 연도별 투수 성적
| 연 도      | 소 속      | 등 판 | 선 발 | 완 투 | 완 봉 | 무 4 구 | 승 리 | 패 전 | 세 이 브 | 홀 드 | 승 률 | 타 자 | 이 닝 | 피 안 타 | 피 홈 런 | 볼 넷 | 고 4 | 몸 맞 | 탈 삼 진 | 폭 투 | 보 크 | 실 점 | 자 책 점 | 평 자 책 | W H I P |
| ---------- | ---------- | ----- | ----- | ----- | ----- | ------- | ----- | ----- | -------- | ----- | ----- | ----- | ----- | -------- | -------- | ----- | ---- | ----- | -------- | ----- | ----- | ----- | -------- | -------- | ------- |
| 1948년     | 오사카     | 1     | 1     | 0     | 0     | 0       | 0     | 0     | --       | --    | ----  | 16    | 3.0   | 6        | 0        | 1     | --   | 0     | 3        | 0     | 0     | 2     | 2        | 6.00     | 2.33    |
| 1949년     | 오사카     | 1     | 1     | 1     | 0     | 0       | 0     | 1     | --       | --    | .000  | 30    | 8.0   | 5        | 0        | 3     | --   | 0     | 1        | 0     | 0     | 2     | 0        | 0.00     | 1.00    |
| 1952년     | 마이니치   | 1     | 0     | 0     | 0     | 0       | 0     | 0     | --       | --    | ----  | 4     | 1.0   | 0        | 0        | 1     | --   | 0     | 1        | 0     | 0     | 0     | 0        | 0.00     | 1.00    |
| 통산 : 3년 | 통산 : 3년 | 3     | 2     | 1     | 0     | 0       | 0     | 1     | --       | --    | .000  | 50    | 12.0  | 11       | 0        | 5     | --   | 0     | 5        | 0     | 0     | 4     | 2        | 1.50     | 1.33    |

### 감독으로서의 팀 성적
| 연도        | 소속              | 순위        | 경기 | 승리 | 패전 | 무승부 | 승률 | 팀 홈런                       | 팀 타율                       | 팀 평균자책점                 | 연령                          |                               |
| ----------- | ----------------- | ----------- | ---- | ---- | ---- | ------ | ---- | ----------------------------- | ----------------------------- | ----------------------------- | ----------------------------- | ----------------------------- |
| 1952년      | 마이니치 다이마이 | 2위         | 120  | 75   | 45   | 0      | .625 | 72                            | .264                          | 2.87                          | 32세                          |                               |
| 1954년      | 마이니치 다이마이 | 3위         | 140  | 79   | 57   | 4      | .581 | 89                            | .236                          | 2.69                          | 34세                          |                               |
| 1955년      | 마이니치 다이마이 | 3위         | 142  | 85   | 55   | 2      | .607 | 89                            | .251                          | 2.46                          | 35세                          |                               |
| 1956년      | 마이니치 다이마이 | 4위         | 154  | 84   | 66   | 4      | .558 | 95                            | .234                          | 2.40                          | 36세                          |                               |
| 1957년      | 마이니치 다이마이 | 3위         | 132  | 75   | 52   | 5      | .587 | 80                            | .239                          | 2.47                          | 37세                          |                               |
| 1958년      | 마이니치 다이마이 | 4위         | 130  | 62   | 63   | 5      | .496 | 72                            | .239                          | 2.79                          | 38세                          |                               |
| 1959년      | 마이니치 다이마이 | 2위         | 136  | 82   | 48   | 6      | .631 | 114                           | .255                          | 2.76                          | 39세                          |                               |
| 1962년      | 긴테쓰            | 6위         | 131  | 57   | 73   | 1      | .438 | 70                            | .252                          | 3.40                          | 42세                          |                               |
| 1963년      | 긴테쓰            | 4위         | 150  | 74   | 73   | 3      | .503 | 98                            | .256                          | 3.44                          | 43세                          |                               |
| 1964년      | 긴테쓰            | 6위         | 150  | 55   | 91   | 4      | .377 | 112                           | .254                          | 3.63                          | 44세                          |                               |
| 1967년      | 다이요            | 4위         | 135  | 59   | 71   | 5      | .454 | 130                           | .245                          | 3.28                          | 47세                          |                               |
| 1968년      | 다이요            | 5위         | 133  | 59   | 71   | 3      | .454 | 131                           | .236                          | 3.71                          | 48세                          |                               |
| 1969년      | 다이요            | 3위         | 130  | 61   | 61   | 8      | .500 | 125                           | .239                          | 3.19                          | 49세                          |                               |
| 1970년      | 다이요            | 3위         | 130  | 69   | 57   | 4      | .548 | 106                           | .241                          | 2.75                          | 50세                          |                               |
| 1971년      | 다이요            | 3위         | 130  | 61   | 59   | 10     | .508 | 82                            | .216                          | 2.31                          | 51세                          |                               |
| 1972년      | 다이요            | 5위         | 130  | 57   | 69   | 4      | .452 | 135                           | .242                          | 3.66                          | 52세                          |                               |
| 1973년      | 히로시마          | 6위         | 130  | 60   | 67   | 3      | .472 | 104                           | .223                          | 3.04                          | 53세                          |                               |
| 1977년      | 다이요            | 6위         | 130  | 51   | 68   | 11     | .429 | 176                           | .268                          | 4.94                          | 57세                          |                               |
| 1978년      | 다이요            | 4위         | 130  | 64   | 57   | 9      | .529 | 132                           | .273                          | 3.90                          | 58세                          |                               |
| 1979년      | 다이요            | 2위         | 130  | 59   | 54   | 17     | .522 | 135                           | .266                          | 4.05                          | 59세                          |                               |
| 통산 : 20년 | 통산 : 20년       | 통산 : 20년 | 2497 | 1237 | 1156 | 104    | .517 | A클래스 : 10회, B클래스 : 8회 | A클래스 : 10회, B클래스 : 8회 | A클래스 : 10회, B클래스 : 8회 | A클래스 : 10회, B클래스 : 8회 | A클래스 : 10회, B클래스 : 8회 |

1. 1954년부터 1955년까지는 140경기제
2. 1958년부터 1962년, 1968년부터 1996년까지는 130경기제
3. 1952년에는 감독 대행으로서 7월 30일부터 시즌 종료 때까지 지휘(43경기 30승 13패 승률 6할 9푼 8리)
4. 1967년에는 미하라 오사무 감독의 휴양에 의해 6월 3일부터 7월 10일까지와 미하라가 감독으로 복귀한 후 사임한 10월 4일부터 시즌 종료 때까지 지휘(42경기 18승 3무 21패 승률 4할 6푼 2리)
5. 1972년에는 8월 31일부터 휴양(104경기 52승 2무 50패 승률 5할 1푼). 감독 대행은 아오타 노보루
6. 통산 성적은 실제로 지휘했던 경기에만 해당

## 같이 보기
- 1950년 일본 시리즈